# بلانكا من نافارا
بلانكا من نافارا (لاغوارديا؛بعد 1133 - 12 أغسطس 1156) هي ملكة قشتالة بزواجها من إنفانتي سانشو الذي كان ملك مشترك مع والده إمبراطور ألفونسو السابع، ومع ذلك توفيت قبل عام ومن أن يصبح زوجها سانشو الملك الأوحد لـ قشتالة، وأيضا كانت معروفة بـ ملكة ناجرة، وأيضا هي والدة ألفونسو الثامن، وأيضا هي أبنة غارسيا راميريث الرابع، ملك نافارا وزوجته الأولى مارغريت دي إيغل.